# Lancaster Barnstormers
Lancaster Barnstormers – drużyna baseballowa grająca we wschodniej dywizji Atlantic League, ma siedzibę w Lancasterze w stanie Pensylwania.
Lancaster Barnstormers raz zdobyli Atlantic League Championship Series w 2006 roku.